# Rochleva
Rochleva (Bulgaars: Рохлева) is een dorp in het zuidwesten van Bulgarije. Zij is gelegen in de gemeente Velingrad in de oblast Pazardzjik. Het dorp ligt hemelsbreed ongeveer 47 km ten zuidwesten van Pazardzjik en 85 km ten zuidoosten van de hoofdstad Sofia.

## Bevolking
Op 31 december 2019 telde het dorp 362 inwoners.
|  |

Van de 395 inwoners reageerden er 303 op de optionele volkstelling van 2011. Van deze 303 respondenten identificeerden 265 personen zichzelf als Bulgaarse Turken (87,5%), gevolgd door 38 etnische Bulgaren (12,5%).